# Táp (település)
Táp község Győr-Moson-Sopron vármegyében, a Pannonhalmi járásban  található.

## Fekvése
A Sokorói-dombság pannonhalmi vonulatának keleti lejtős részén, az Igmánd–Kisbéri-medence nyugati peremén helyezkedik el. Szerves része a Kisalföld tájegységének, ugyanakkor egyértelmű kapcsolódásai vannak a dombvidékhez is. Győrből közúton lehet megközelíteni. Autóbusszal a Győr-Tápszentmiklós járaton. További közúti összeköttetése van még Győrasszonyfa-Tarjánpuszta – Ravazd irányába (8226-os út) a Győr – Veszprém közti 82-es főútra, Tápszentmiklóson keresztülhaladva pedig Kisbér – Pápa irányába. Ez utóbbiakat ma már csak személykocsival, vagy kerékpárral lehet használni, az autóbusz-közlekedés Győrasszonyfa és a Tápszentmiklós utáni területek felé megszűnt. A község településszerkezete, határa jól példázza azt az átmenetet, ami a sík vidék és a dombság kapcsolódását jelenti. Ennek megtapasztalására különösen alkalmas a Győrasszonyfát Táppal összekötő út. A falu főutcája a Bakonybánkot Győr szabadhegyi városrészével összekötő 8222-es út.

## Története és mai élete

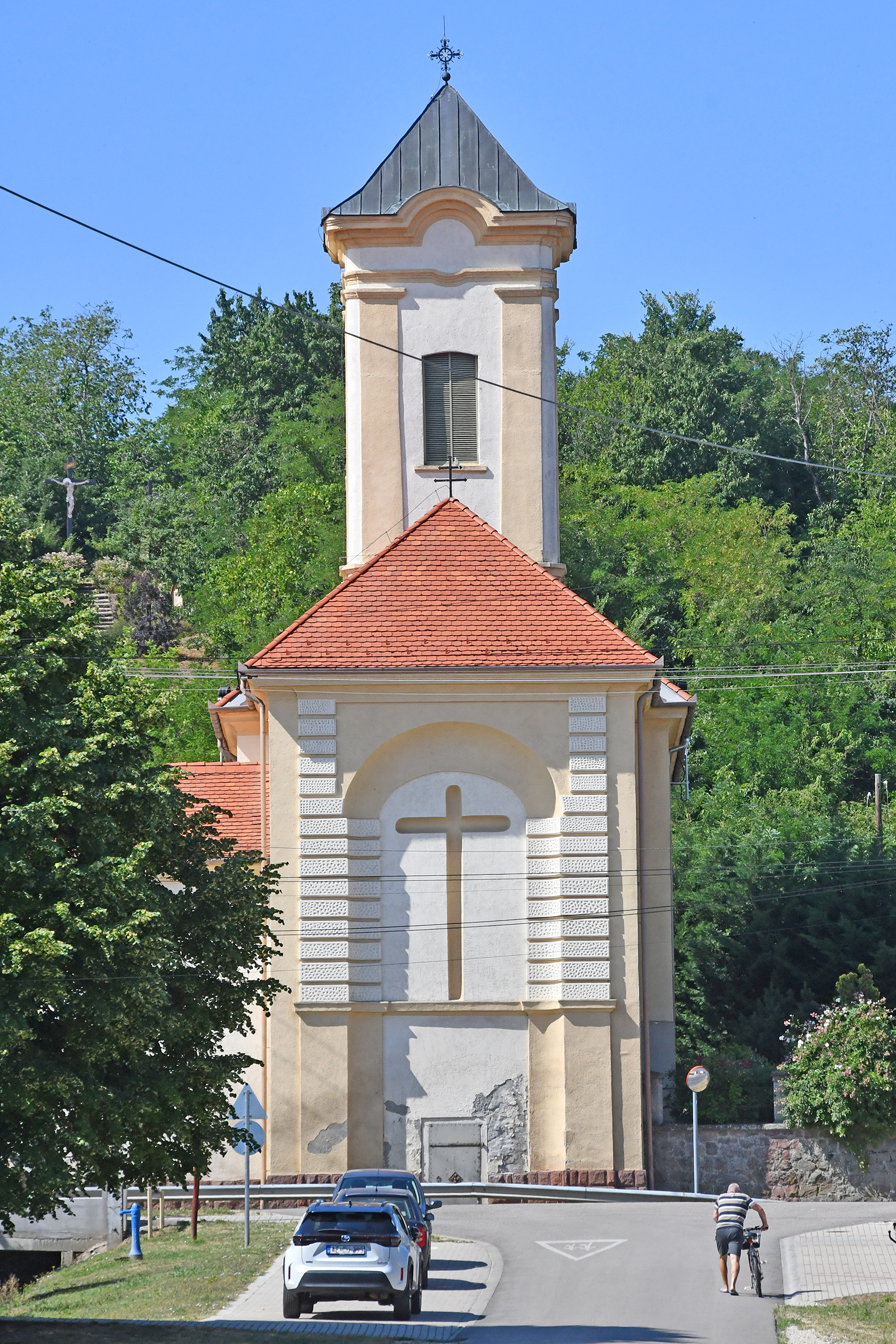
A római katolikus templom a szentély felől

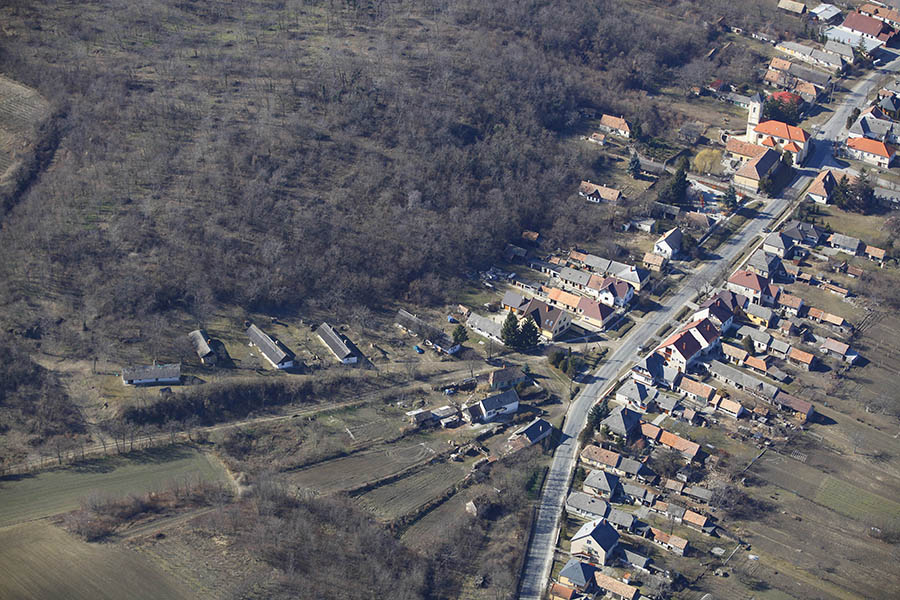
Táp légi fotón

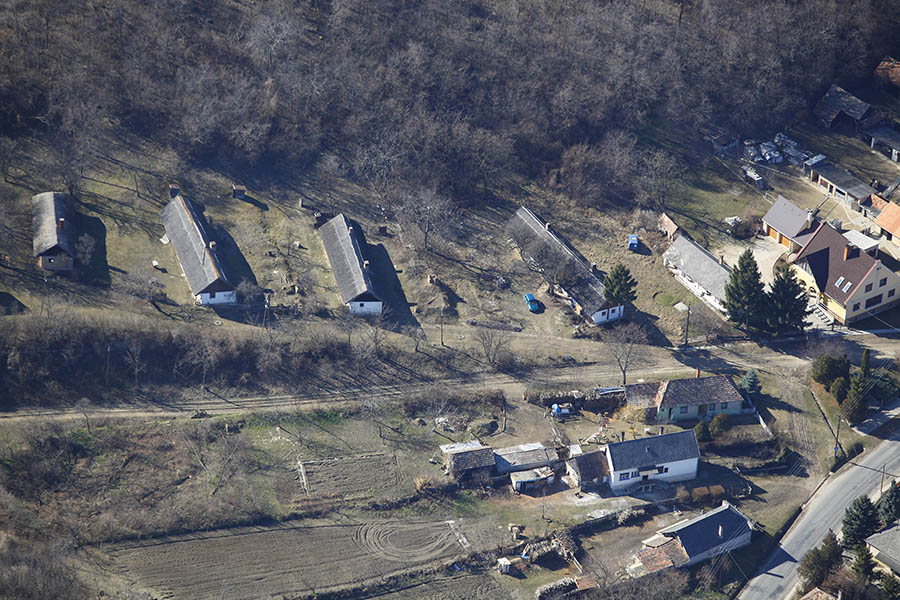
Táp légi felvételen

Táp a tatárjárás előtt az Apor nemzetség birtoka volt. Neve írásos formában először egy 1237-es oklevélben fordult elő Tapan alakban. Az elnevezés eredetét egyesek személynévnek tekintik, mások a török eredetű "talp" jelentésű szóból származtatják. Eszerint a Tapan-Táp változat kialakulásának az lehet a magyarázata, hogy az eredeti szó végződését helyhatározói ragnak fogták fel és elhagyták. A név régiesebb változata maradhatott fenn például a Táplánszentkereszt (Vas vármegye) falunévben. Az is lehet azonban, hogy a név inkább tart rokonságot a bizonytalan eredetű Tapio, Tapé nevekkel. Ezek ótörök  eredetét is próbálták bebizonyítani, eszerint a név eredeti jelentése szolgálat, tisztelet. Táp nevének etimológiája szerint is ősi nyomokra vezethető vissza a falu eredete.
A 13. században Táp a királyi lovászok faluja, egy része pedig a szentmártoni (pannonhalmi) apátságé, majd főapátságé volt. Borba puszta 1588-ban gróf Cseszneky János és Farkas András osztatlan birtokrésze. Az 1609-es összeírásban már mint törökök által elfoglalt terület szerepel, későbbi birtokosai között Nyáry Pál nevével találkozunk. 1628-ban Esterházy nádor vásárolta meg, 1701-ben a győri jezsuiták tulajdonába került. 1764-ben a tatai jószágkormányzóé, majd ennek családja kihalván a birtok újra az Esterházyakra szállt. A falu egy tűzvész következtében 1881-ben majdnem teljesen leégett. Határához tartozó tanyák voltak Borba puszta, Tápi puszta, Lapostag puszta, Prágai tag és Újmajor. E kicsiny települések életképességére jellemző volt, hogy például Borba puszta nevét már 1250-ben említették IV. Béla egyik oklevelében.
Ugyancsak a századfordulóról származó adatok szerint a községben 195 ház volt 1296, nagyobb részben református lakossal. A reformátusokon kívül vannak még a faluban katolikusok és evangélikusok is. A katolikus templom alapjaiban igen régi, valószínűleg már a 14. században fennállt. Az idők folyamán sok átalakításon ment át. Eredeti jellegét valószínűleg a 18. században, a tatai jószágkormányzó birtoklása idején végzett átalakítás során veszítette el. Ekkor a gótikus torony és sekrestye felhasználásával alakították át. A jószágkormányzó saját sírboltját is itt akarta felépíttetni, de ebben halála megakadályozta. 1783-ban földrengés következtében tornya megrongálódott, emiatt le kellett bontani. Jelenlegi torony jóval későbbi. A reformátusokat 1711-ben elkergették, s csak II. József türelmi rendelete után kaptak engedélyt vallásuk gyakorlására. A református templom 1882-ben épült. A falunak két temetője van (egyik a templom körül, másik a falun kívül terül el).
A Győr környéki puszták körzetének más településeihez hasonlóan a tápiak is bekapcsolódtak a 17. században szokásos pusztabérleti rendszerbe. Erről tanúskodik a tápiak neszkenyei és börcsházi bérlete. Módosabbjai részeseivé váltak a hazai, sőt nemzetközi marhakereskedelemnek. A 19. század vége felé a lakosság gyarapodása az életszínvonal, az egészségi állapot és a hosszú életkor rovására történt. Az első világháborút követő „Nagyatádi-féle földreform” során kisebb ingatlanokat osztottak. Az 1945-ös földosztáskor 621 család kapott mintegy 1800 kh. földet. Első termelőszövetkezetét 1952-ben alakították. A falu 1959-ben lett termelőszövetkezeti község.
A tulajdonviszonyok újbóli rendezése során 1993-ban 20 taggal mezőgazdasági szövetkezet alakult. A lakosság nagyobbik részének megélhetését jelenleg is a mezőgazdaság biztosítja.
A község 1898. évi IV. törvénycikk alapján megállapított neve Táp, így szerepel az 1900-as helységnévtárban is. Nagyközség Győr, majd 1923-1945 között Győr, Moson és Pozsony k.e.e. vármegye, végül 1950-ig Győr-Moson megye Győrszentmárton székhelyű Pusztai járásában. Az 1950-es megyerendezés óta, 1950. március 16-ától Győr-Sopron megyéhez tartozik, melynek neve 1990 óta Győr-Moson-Sopron megye. 1950. június 1-jétől a Győri járáshoz, 1984. január 1-jétől Győr megyei város városkörnyékéhez tartozik. 1969-ig önálló tanácsú község volt, majd 1969. július 1-jével Táp néven és székhellyel Győrasszonyfával és Tápszentmiklóssal községi közös tanácsot szerveztek, amit 1990. január 1-jével szüntettek meg [119/1989.(IX. 28.) NET sz. határozat], ezáltal ismét önálló tanács szerveződött. 1990 óta az ország összes községéhez hasonlóan helyi önkormányzat működik itt is. A falu címerét és zászlóját 1992-ben avatták.

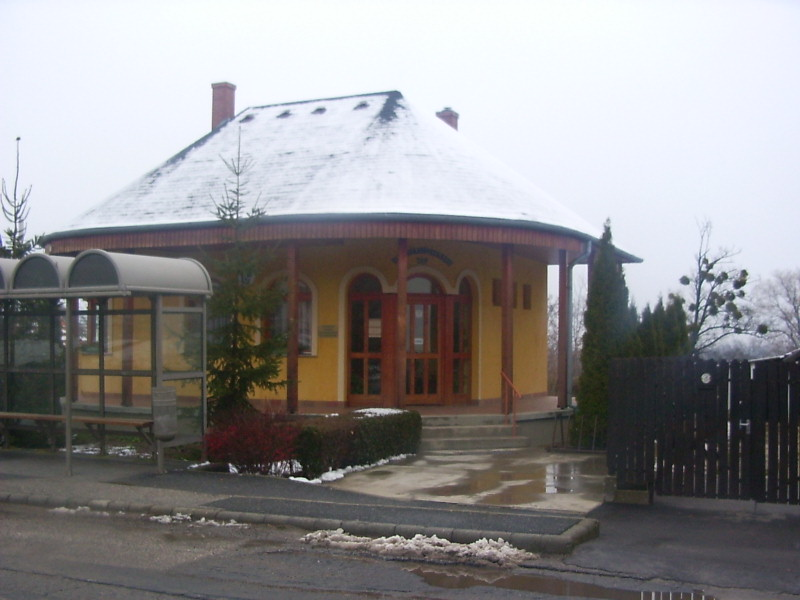
Az új takarékszövetkezet épülete

Infrastrukturális történetét tekintve elmondható, a faluban  a 20. század elején volt posta, távíró. Közlekedési összeköttetést akkor még a győrasszonyfai vasúti állomás jelentette. A villanyt 1958-ban vezették be. Útjainak többsége aszfaltozott, ill. portalanított. Az átmenőforgalmat biztosító utcán végig járda van. Fejlődő infrastruktúrájának bizonyítéka a vízvezetékhálózat kiépítése (1976-78), a telefonhálózat kiépítése, a gázszolgáltatás biztosítása, szemétszállítás megszervezése. Egészségügyi ellátás szintén biztosított (orvos, orvosi rendelő). Több vegyesbolt és étterem áll még a lakosság és az ide látogatók rendelkezésére. 1987-ben Tápon – mint iskolai körzetközpontban – 8 tantermes iskolát, 1989-ben tornacsarnokot avattak. Ezt megelőzően 1976-ban új óvodával bővült a  falu. A községi és iskolai könyvtárat 1990-ben egyesítették. Integrált könyvtárként az iskola épületében működik. Állománya 5000 kötet.
A falu kulturális életének egyik központja az iskola. Közművelődési egységként szervező feladatokat lát el. Helyet biztosít a helyi rendezvényeknek. (Ünnepi megemlékezések, falunap, nyugdíjasklub, népdalkör, lakosságot érintő előadások, családi alkalmak). 1991 óta rendeznek falunapot. Az 1990-es évek elején alakult meg az asszonykórus, amely mostanra vegyeskarrá bővült. Nyugdíjas klubjuk 1996-ban alakult. Helyi labdarúgócsapat 1984 óta működik. 1988-ban lakossági adakozásból második világháborús emlékművet avattak. Népi hagyományok közül él még az újévköszöntés, farsangi bál, húsvéti locsolás, tojásfestés, májusfa állítás, szüreti felvonulás, karácsonyi köszöntés.

## Közélete

### Polgármesterei
- 1990–199x: Buda István (független)[3]
- 199x–1994(1995): Dr. Kiss István (független)[4]
- 1995–1998(1999): Nagy Zoltán (független)[5][6]
- 1999–2002: Dr. Kiss István (független)[7]
- 2003–2005: Godó Ferenc (független)[8][9]
- 2005–2006: Horváth Ottó (független)[10]
- 2006–2010: Perger Sándor (független)[11]
- 2010–2014: Farkas Szilvia (független)[12]
- 2014–2017: Szöllősi József (független)[13]
- 2018–2019: Csikár László (független)[14]
- 2019–2024: Csikár László (független)[15]
- 2024– : Csikár László (független)[1]

Táp rendszerváltás után elsőként megválasztott polgármestere alig néhány hónap elteltével (más adat szerint két év után) lemondott, így dr. Kiss István helybeli vállalkozó ült a faluvezetői székbe. A második, 1994-es választáson pedig egyáltalán nem akadt jelölt a községben a polgármesteri tisztre, emiatt fél évvel meghosszabodott Kiss István mandátuma, az 1995. június 18-án megtartott időközi választáson pedig a független Nagy Zoltán lett a befutó (aki nem volt azonos az első választási ciklus ilyen nevű képviselőjével).
A településen az 1998. október 18-án megtartott önkormányzati választás után, a polgármester-választás tekintetében nem lehetett eredményt hirdetni, szavazategyenlőség miatt. Aznap az 599 szavazásra jogosult lakos közül 305 fő járult az urnákhoz, heten érvénytelen szavazatot adtak le, az érvényes szavazatok pedig épp fele-fele arányban oszlottak meg a két, független jelölt, Csizmadia Attila és dr. Sebestyén Ágota között. Az emiatt szükségessé vált időközi választáson viszont – amelyet 1999. április 25-én tartottak meg –, úgy tűnik, csak egy harmadik jelölt – az első ciklus polgármestere és a második alpolgármestere – indult el, aki így újból elnyerte a polgármesteri posztot.
A következő "rendes" önkormányzati választási évben, 2002-ben az önkormányzati választás keretében nem lehetett Tápon polgármestert választani, mert a posztért egyetlen jelölt sem indult el. Az emiatt szükségessé vált időközi polgármester-választást 2003. április 27-én tartották meg, két jelölttel. Ez már eredményes volt: a választásra jogosultak mintegy 35 százaléka kereste fel az urnákat, s a 215 leadott voksból a két független jelölt közül Godó Ferenc 129-et szerzett meg.
Alig két évvel később, 2005. augusztus 14-én újra időközi polgármester-választást kellett tartani a községben, mivel Godó Ferenc egészségügyi okokra hivatkozva pár hónappal korábban lemondott tisztségéről. E választás végén azonban ismét nem lehetett eredményt hirdetni, ezúttal is az első két jelöltre leadott azonos számú szavazat okán. Horváth Ottó és Perger Sándor egyaránt 122-122 szavazatot kapott, míg a harmadik jelöltre 67-en voksoltak; a 312 szavazólap közül mindössze egy volt érvénytelen. Az újabb választást november 27-én tartották meg, akkor már eredményesen.
2018. március 4-én megint csak időközi polgármester-választás zajlott a faluban, miután az előző polgármester, a 2014-ben megválasztott, független Szöllősi József 2017. november 24-én lemondott. A polgármesteri tisztségért három független jelölt indult: Csikár László, Nemes Mónika és Szabó László; közülük Csikár László szerezte meg magasan a legtöbb szavazatot (236), vetélytársai csak 25, illetve 41 szavazatot kaptak, egy voks pedig érvénytelen volt.

## Népesség
A település népességének változása:
| Lakosok száma | 744  | 738  | 722  | 751  | 708  | 718  | 724  |
|               | 2013 | 2014 | 2015 | 2021 | 2022 | 2023 | 2024 |

A 2011-es népszámlálás során a lakosok 91,3%-a magyarnak, 0,4% németnek mondta magát (8,8% nem nyilatkozott; a kettős identitások miatt a végösszeg nagyobb lehet 100%-nál). A vallási megoszlás a következő volt: római katolikus 37,2%, református 36,4%, evangélikus 1%, felekezeten kívüli 3,6% (20,4% nem nyilatkozott).
2022-ben a lakosság 92,5%-a vallotta magát magyarnak, 0,7% szerbnek, 0,4% németnek, 0,4% cigánynak, 0,3% ukránnak, 0,1% ruszinnak, 1,4% egyéb, nem hazai nemzetiségűnek (7,5% nem nyilatkozott; a kettős identitások miatt a végösszeg nagyobb lehet 100%-nál). Vallásuk szerint 30,5% volt római katolikus, 26,7% református, 1,3% evangélikus, 0,3% görög katolikus, 0,4% egyéb keresztény, 1% egyéb katolikus, 7,9% felekezeten kívüli (31,9% nem válaszolt).

## Nevezetességei
- népi parasztházak

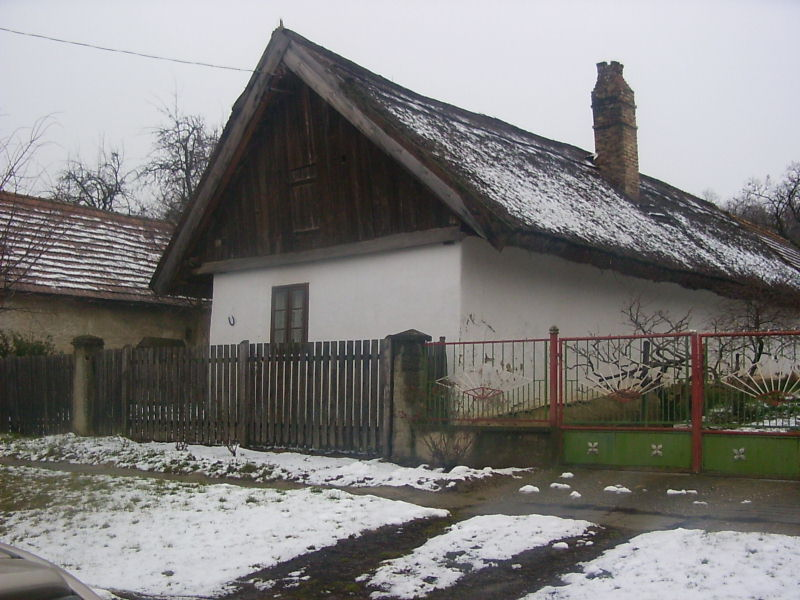
A faluban is található nádfedeles lakóház

Látványosság a Hegysor utcai műemlék együttes, mely a 18. század végén kezdett kiépülni s az 1881-es tűzvésztől megmenekült. Így élő múzeumként mutatja a hajdani faluképet. 1970-ben nyilvánították védetté.
A 8 házból álló népi építészeti együttest pár éve egy Kft. vásárolta meg azzal a céllal, hogy a falusi turizmus láncolatába szeretné bekapcsolni.
Később az Önkormányzat visszavásárolta az épületegyüttest.
A Hegysort - 2004. május 15-én történt megalakulása óta - a Hegysor Közhasznú Kulturális Egyesület és Balaskó Attila működteti.
- Érdemes  megemlíteni a  falu határában, Borba pusztán talált késő avar kori temetőt, mint  igen jelentős régészeti leletet.

A településen lakók életéről Dobos Flórián: Csillagrúgó című könyve számol be.
Az ELTE BTK Tárgyi Néprajzi Tanszék Európai Etnológia doktori program keretében, dr. Balogh Balázs PhD disszertációját Táp társadalomnéprajzáról írta, 2000-ben, Gazdák és zsellérek, gazdálkodási stratégiák Tápon címmel - Akadémiai Kiadó, Budapest, 2002, (Néprajzi tanulmányok)

### A tápi Hegysor
A tápi szőlőhegy oldalában meghúzódó műemléki népi építészeti együttes építészeti értéke elsősorban azért egyedülálló országos szinten is, mert szinte egy egész házsor maradt fenn szoros egységben, megőrizve a 18. századi zsellértelepítések emlékét. A Győri utcából a tápi dombra felvezető Hegysor utca egymás mellett sorakozó házai és az utcakép védett. A házak döngölt falú nádtetős épületek. Az épületegyüttes legkorábbi tagja 1792-ben, a legfiatalabb pedig a 19. század közepén épült. A házak, a környék falvainak korabeli építőgyakorlata alapján, itt is a táj adottságainak megfelelően épültek a parányi zsellértelkeken. Valamennyi döngölt falakkal, a domboldalból kitermelt anyagból készült, apró ablakokkal, nyitott tornáccal. Tetőszékük ágasfás-szelemenes, oromzatuk fűrészelt deszka, fedésük zsúp és nád.
A Hegysor épületegyüttese 11 telekből áll. A terület értékeire az 1960-as évek végén dr. Filep Antal hívta fel a néprajztudomány és a Műemlékfelügyelet figyelmét. Dr. Filep Antal, Simányi Frigyes megyei főépítész és Bíró Ibolya muzeológus kezdeményezésére a Hegysor épületegyüttese műemléki védettséget kap. Ekkor még az épületegyüttes teljes egészében, épségben, egyedülálló ágasos-szelemenes népi építészeti formában áll. Az alábbiakban ismertetjük a 11 telek sorsát és mai helyzetét.
- 1. telek: Tűzoltószertár állt itt. Az 1700-as évek végén létesítettek itt tűzoltószertárat, előtte hatalmas tömlőszárító oszloppal. Az 1980-as években lebontották, helyére modern lakóház épült, melyben vendéglőt is kialakítottak, a falusi turizmus fellendülésére számítva. Magántulajdonban van.
- 2-3. telek: magántulajdonban van. 2 telek: lakóház. Ideális lenne fogadó épületnek, a mellette kialakítandó lugasos parkolóval és népi életmódból merített tematikájú játszótérrel. 3. telek: ma üres. A hetvenes években Simányi Ferenc vezetésével felmérték, és védettség alá helyezték, de a nyolcvanas években összedőlt. Visszaépíthető.
- 4-11. telek: önkormányzati tulajdonban és egyesületünk ügyvivője, Balaskó Attila kezelésében van.
- 4. telek: az épület 1834-ben épült, a mestergerenda tanúsága szerint. 1999-ben a 6. 8. 11. épülettel együtt új nádazást kapott. A 2004. évre felújították és két apartmant alakítottak ki benne. Ugyanebben az évben Balaskó Attila az elülső helyiség tüzelőberendezését felújította és kiegészítette egy pártás szemeskályhával, valamint a hátsó részben kialakított apartmanban szintén épített egy kályhát , a 11-es épület hátsó szobájában lévő kályhát mintául használva.
- 5. telek: a mestergerendája alapján 1792-ben épült ágasos szelemenes épület, az utolsó lakója 1999-ben költözött ki. Ekkor még a helyiek állítása szerint legjobb állapotban lévő épület. Sajnos az azt követő években összedőlt és a mestergerenda is megsemmisült. A hosszúágast kimentették, valamint a régi összetett tüzelő alkalmatosság még megmenthető (mászókéményes kemence és hozzátartozó téglából épült takaréktűzhely.) Az első szobában eredetileg fekete égetésű kályhaszemekből álló kályha volt, melynek csempetöredékei megvannak és restaurálásra várnak. (A ház a 7. épülettel együtt 2004 novemberében érvényes felújítási építési engedélyt kapott).
- 6. telek: az épület pontos építési dátuma nem ismert, valószínűleg ez is az 1700-as évek végéről való, felújítása 2003-ban elkezdődött.
- 7. telek: a ház mestergerendája 1795-ből származik. 2004-ben az összedőlés utolsó szakaszában a mestergerendát és az ágasfát Balaskó Attila kimentette. Az első szobában a sparhelt még jelenleg megmenthető. Dr Filep Antal szerint a sövénykéménye a ’90-es években dőlt le.
- 8. telek: 1835. körül épült füstös konyhás hosszúház, a nyolcvanas években múzeumi fogadóépületnek használták.  1999-től ennek az udvarán tartja a falu a Hegysori Tavasz című rendezvényét. Érvényes felújítási építési engedélye van. Balaskó Attila a mögötte lévő löszfalba vájt pince előtt, az udvarra erózióval bekerült földből, egy természetes pódiumot alakított ki, így megóvva a jelenlegi épület állagát a pangó vizektől.
- 9. telek: a ’80-években az akkor még főiskolás Dr. Balogh Balázs birtokába kerülő ágasos épület sajnos még ezekben az években összedől, és helyére téglából húznak fel, helyi mesteremberek segítségével, a régi nyílászárókkal egy ugyanakkora épületet. A nádazáshoz Dr. Balogh Balázs sajátkezűleg vágja a közelben a nádat. Sajnos az ágasfa és a mestergerenda megsemmisült.
- 10. telek A hetvenes évek végén a felmérés elkezdése előtti éjszakán leég. Eredetileg a legértékesebb épület, ágas-szelemenes sövényhomlokzatú, sövénykéményes, hátrafelé kinyúló kemencés épület. Dr Filep Antal fényképein jól látható.
- 11. telek: 1835-ben épült épület. 1980-ban tájházat alakított ki benne Bíró Ibolya, s a mai napig tájházként üzemel. Az udvarán egy hidas disznóól áll, melyet a falu közepétől szállítottak oda, párja a Szentendrei skanzenbe került.

## Képtár

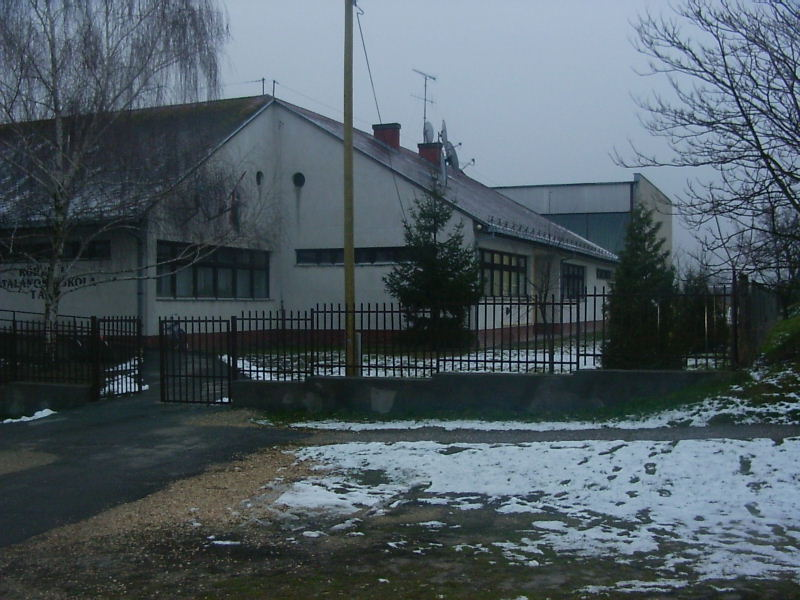
Az iskolaközpont épületei
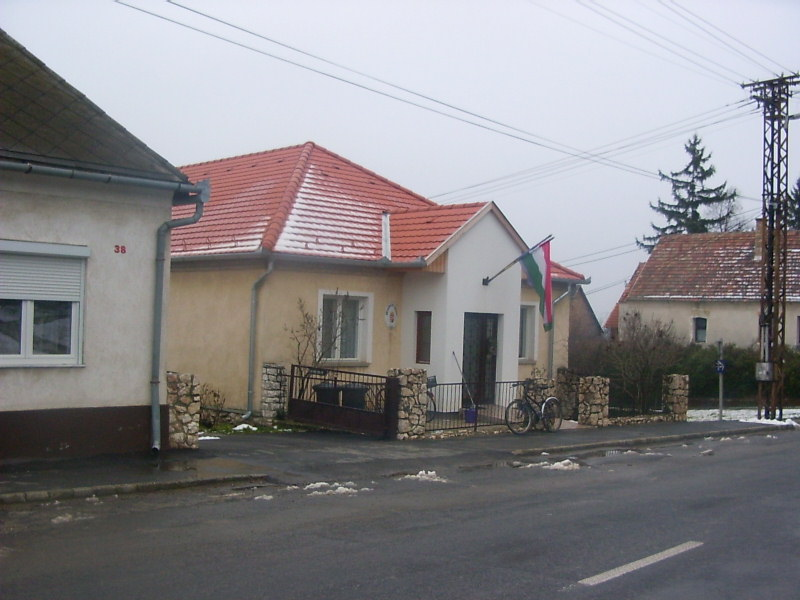
A községháza a Győri utca felől
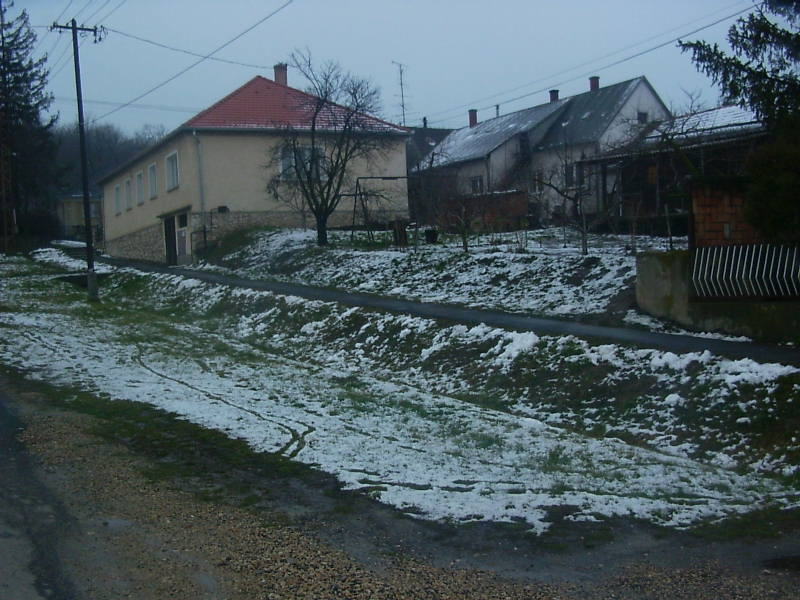
A községháza Kossuth L. utcai képe
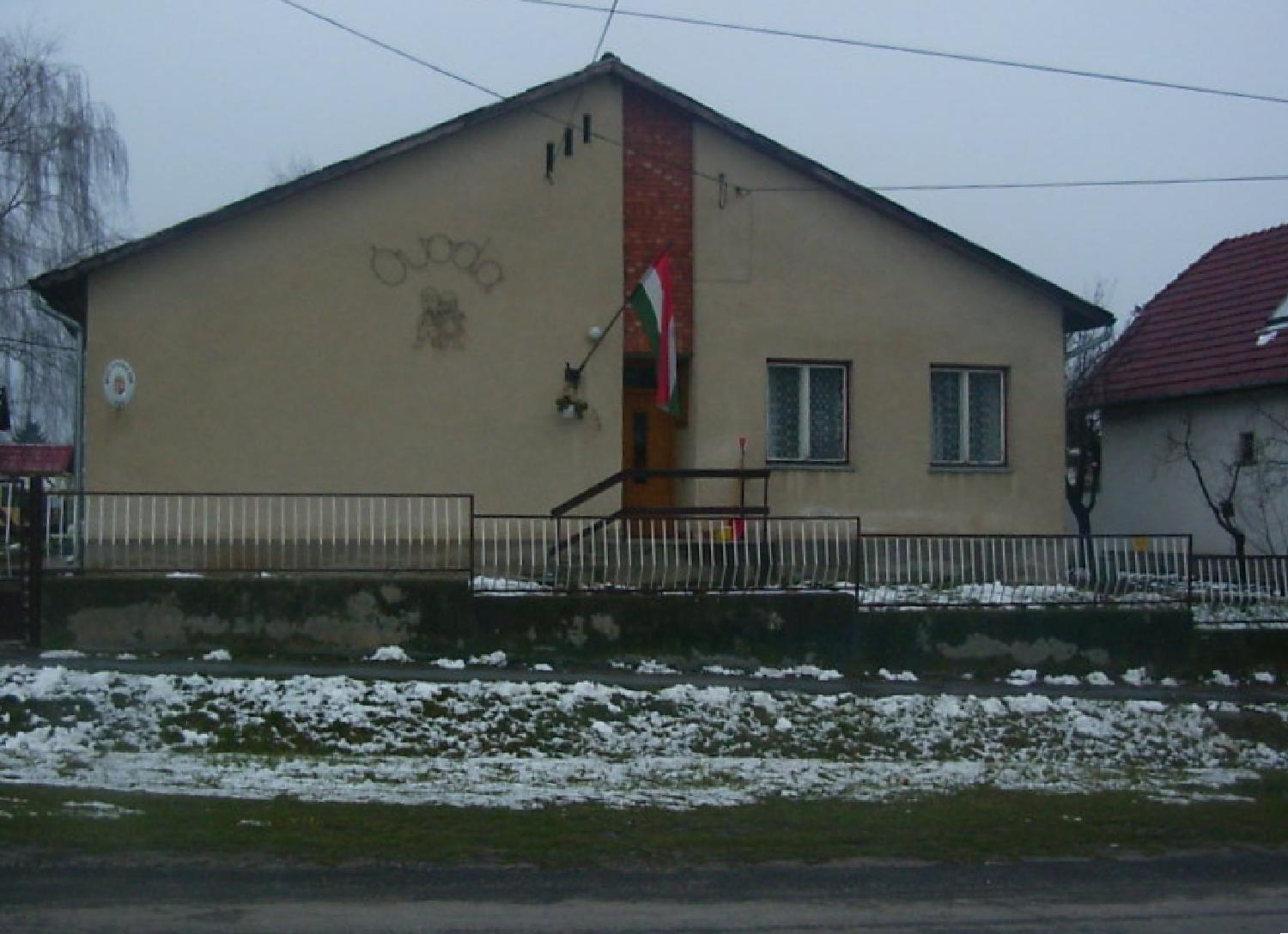
Az óvoda